# زيتونة (شخصية خيالية)

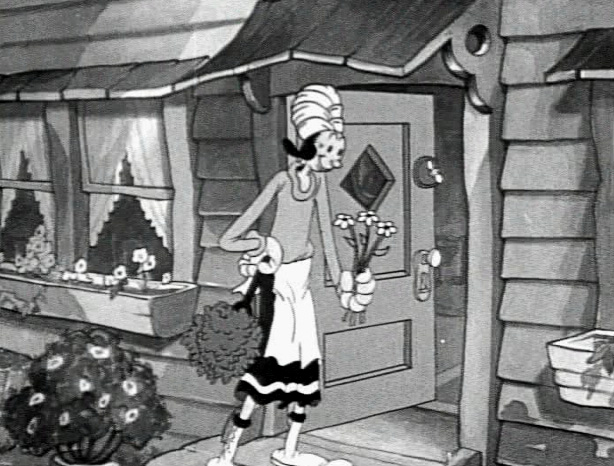
زيتونة في عام 1936

زيتونة (بالإنجليزية "Olive Oyl") هي شخصية كرتونية ابتكرها رسام القصص المصورة الأمريكي إلزي سيغار في عام 1919 في سلسلته المصورة Thimble Theatre (أي مسرح الكشتبان)؛ وهي السلسلة التي تم تغيير اسمها لاحقا لباباي على اسم شخصية البحار فيها الذي أضحى أكثر الشخصيات شعبية بين شخصيات السلسلة؛ إلا أن الشخصية (معرّبة الاسم لاحقا) «زيتونة» كانت ضمن الشخصيات الرئيسية في السلسلة المصورة لعشر سنوات قبل ظهور شخصية باباي عام 1929.

## ملامح الشخصية الكرتونية
تتميز الشخصية بأنها طويلة للغاية ونحيلة للغاية، وبأقدامها الكبيرة وأنفها المنحني للاعلى.